# Stephanie Leonidas
Stephanie Leonidas (Londra, 14 febbraio 1984) è un'attrice britannica, di origine greco-cipriota.

## Biografia
Nata e cresciuta a Londra ma di origini greco-cipriote (il padre infatti è nativo dell'isola). Ha due sorelle, Helena e Georgina, e un fratello, Dimitri. Si avvicina molto giovane al mondo dello spettacolo cominciando a recitare già all'età di otto anni nel musical "Oliver Twist"; un anno più tardi comincia ad apparire anche in televisione.
Proprio in ambito televisivo degne di nota sono le sue rappresentazioni nel film Daddy's Girl (2002) e nella soap opera Night and Day (2001). Nel 2002 arriva finalmente sul grande schermo con il film Fogbound, ma il suo primo e vero grande successo è però Yes (2004) nel quale recita accanto ad attori del calibro di Joan Allen e Sam Neill.
Più recentemente la Leonidas è apparsa nel film fantasy MirrorMask, scritto da Neil Gaiman, nel quale interpreta il ruolo di Helena, nell'adattamento cinematografico della BBC su Dracula e infine in Crusade in Jeans, basato sull'omonimo libro della scrittrice olandese Thea Beckman. Nel film Feast of the Goat del 2005, ambientato in Perù, in cui interpreta Uranita, sarà presente anche la sua prima scena di nudo.
Per quanto riguarda il teatro la giovane attrice britannica ha interpretato Adela ne La casa di Bernarda Alba di Federico García Lorca e Dani in The Sugar Syndrome di Lucy Prebble.

## Filmografia

### Cinema
- Fogbound, regia di Ate de Jong (2002)
- Yes, regia di Sally Potter (2004)
- MirrorMask, regia di Dave McKean (2005)
- La fiesta del Chivo, regia di Luis Llosa (2005)
- Dolf e la crociata dei bambini (Kruistocht in spijkerbroek), regia di Ben Sombogaart (2006)
- Tomorrow, regia di Martha Pinson (2018)

### Televisione
- Down to Earth – serie TV, un episodio (2000)
- Holby City – serie TV, un episodio (2001)
- Night and Day – miniserie TV (2001)
- Daddy's Girl, regia di Bill Eagles – film TV (2002)
- Danielle Cable: Eyewitness, regia di Adrian Shergold (2003)
- Wall of Silence, regia di Christopher Menaul (2004)
- Rose and Maloney – serie TV, 2 episodi (2004)
- Doc Martin – serie TV, un episodio (2004)
- Revelations – serie TV, un episodio (2005)
- Empire – miniserie TV, 3 episodi (2005)
- Beneath the Skin, regia di Sarah Harding - film TV (2005)
- Brief Encounters – serie TV, un episodio (2006)
- Dracula, regia di Bill Eagles – film TV (2006)
- Miss Marple (Agatha Christie's Marple) – serie TV, episodio 3x02 (2007)
- Atlantis: End of a World, Birth of a Legend , regia di Tony Mitchell – film TV (2011)
- La Bibbia (The Bible) – miniserie TV, un episodio (2013)
- Poirot (Agatha Christie's Poirot) – serie TV, episodio 13x03 (2013)
- L'ispettore Barnaby (Midsomer Murders) – serie TV, episodio 17x02 (2015)
- Killing Jesus, regia di Christopher Menaul – film TV (2015)
- Defiance – serie TV, 38 episodi (2013-2015)
- Killjoys – serie TV, 2 episodi (2016)
- American Gothic – serie TV, 13 episodi (2016)
- Snatch – serie TV, 10 episodi (2017)
- Il giovane ispettore Morse (Endeavour) – serie TV, episodi 7x01-7x03 (2020)